# Djevojka sa sela
Djevojka se sela šesti je studijski album hrvatske pop pjevačice Severine, objavljen 1998. godine u Hrvatskoj u izdanju diskografske kuće Croatia Records. Ovo je posljednji album na kojem je Zrinko Tutić zastupljen kao producent i autor, jer nakon objavljivanja albuma dolazi do konačnog raskida suradnje između skladatelja i Severine. 
Na albumu se nalazi deset pjesama, a sama Severina je većinski autor na albumu sa šest potpisanih pjesama. Ostali suradnici su Zrinko Tutić, Miroslav Škoro, Marina Tucaković, Faruk Buljubašić, Saša Lošić i drugi.
Izdana su četiri singla s albuma: "Djevojka sa sela", koja postaje himna hrvatske nogometne reprezentacije 1998. godine.  Drugi singl je pjesma "Rastajem se od života", duet s Željkom Bebekom, treći singl je pjesma "Sija sunce, trava miriše". Posljednji singl s albuma je Severinina autorska pjesma "Prijateljice".

## Pozadina i objavljivanje
Prilikom objavlje albuma Moja stvar 1996. godine došlo je do zahlađenja odnosa između producenta Tutića i Severine, nakon što ju je optužio da je sve radila tvrdoglavo, u dogovoru s Nikšom Bratošem. Tijekom 1997. godine je došlo i do prekida verbalne komunikacije između producenta i Severine, tako da su komunicirali samo preko faksa. Iste godine napisala je naslovnu pjesmu "Djevojka sa sela", te pjesme "Prijateljice" i "Rastajem se od života" i prve demosnimke pustila Nikši Bratošu, koje je on kasnije odnio Tutiću, pošto je njen odnos s njim bio sve lošiji. Ipak, album su završili u travnju 1998. godine. Listopada iste godine je istekao joj je ugovor s produkcijskom kućom "Tutico", kojeg nije htjela ponovo obnoviti. 

## Popis pjesama
| Br. | Skladba                                     | Autor                                | Producent(i)    | Trajanje |
| --- | ------------------------------------------- | ------------------------------------ | --------------- | -------- |
| 1.  | »Djevojka sa sela«                          | Severina Vučković, Zrinko Tutić      | Nikša Bratoš    | 4:42     |
| 2.  | »Prijateljice«                              | Severina Vučković                    | Vedran Ostojić  | 3:33     |
| 3.  | »Rastajem se od života« (duet Željko Bebek) | Severina, Zrinko Tutić               | Nikša Bratoš    | 3:14     |
| 4.  | »Meni fali on«                              | Miroslav Škoro                       | Nikša Bratoš    | 4:05     |
| 5.  | »Sija sunce, trava miriše«                  | Marina Tucaković, Zrinko Tutić       | Nikša Bratoš    | 3:08     |
| 6.  | »Savršena žena«                             | Tihomir Preradović, Faruk Buljubašić | Dejan Orešković | 3:26     |
| 7.  | »Priznajem«                                 | Severina Vučković                    | Vedran Ostojić  | 3:12     |
| 8.  | »Prevara«                                   | Daniel Popović, Faruk Buljubašić     | Vedran Ostojić  | 3:28     |
| 9.  | »Zaustavite tramvaj«                        | Saša Lošić, Samir Ćeramida           | Nikša Bratoš    | 4:06     |
| 10. | »Marjane moj«                               | Severina Vučković                    | Vedran Ostojić  | 3:55     |